# Wilhelm I (hrabia Burgundii)
Wilhelm I nazywany Wielkim (zm. 11 listopada 1087) – hrabia Burgundii od 1057, z dynastii Anskarydów.

## Życiorys
Wilhelm był synem hrabiego Burgundii Renalda I i Adelajdy (Judyty), córki księcia Normandii Ryszarda II Dobrego. Objął władzę w hrabstwie Burgundii po śmierci ojca w 1057. W 1078 po swym kuzynie Gwidonie przejął hrabstwo Mâcon. Był wiernym stronnikiem cesarza Henryka IV, m.in. przyjął go w okresie Bożego Narodzenia 1076, gdy cesarz zmierzał na spotkanie z papieżem Grzegorzem VII w Canossie. Poprzez małżeństwa oraz urzędy swoich licznych dzieci doprowadził swój ród do szczytu potęgi.

## Rodzina
Żoną Wilhelma była prawdopodobnie Stefania z Longwy, córka księcia Górnej Lotaryngii Adalberta. Mieli liczne dzieci:
- Odo (zm. przed 1087?)
- Renald II (zm. 1097), następca Wilhelma jako hrabia Burgundii,
- Wilhelm (zm. przed 1090),
- Stefan I (zm. 1102), hrabia Mâcon, zmarł w Askalonie, ojciec późniejszego hrabiego Burgundii Renalda III,
- Rajmund (zm. 1107), książę Kastylii, mąż Urraki, późniejszej królowej Kastylii, ojciec króla Kastylii Alfonsa VII Imperatora,
- Hugo (zm. 1111), arcybiskup Besançon,
- Gwidon (zm. 1124), arcybiskup Vienne, od 1119 papież jako Kalikst II,
- Sybilla (Matylda), żona księcia Burgundii Odona I,
- Ermentruda (zm. po 1105), żona hrabiego Bar Teodoryka II,
- Gizela (zm. po 1133), żona hrabiego Sabaudii Humberta II Grubego, a następnie margrabiego Montferratu Raniera I,
- Klemencja (zm. po 1133), żona hrabiego Flandrii Roberta II Jerozolimskiego, a następnie księcia Dolnej Lotaryngii Gotfryda VI Brodatego,
- (?) Berta (zm. 1095), żona króla Kastylii i Leonu Alfonsa VI Mężnego (zarazem macocha żony swego brata Rajmunda)[1].